# 倉山区
倉山区（そうざんく）は中華人民共和国福建省福州市に位置する市轄区。南台島全島とその付近の付属島を含み同島は閩江流域で最大の島。

## 行政区画
下部に8街道、5鎮を管轄する
- 街道

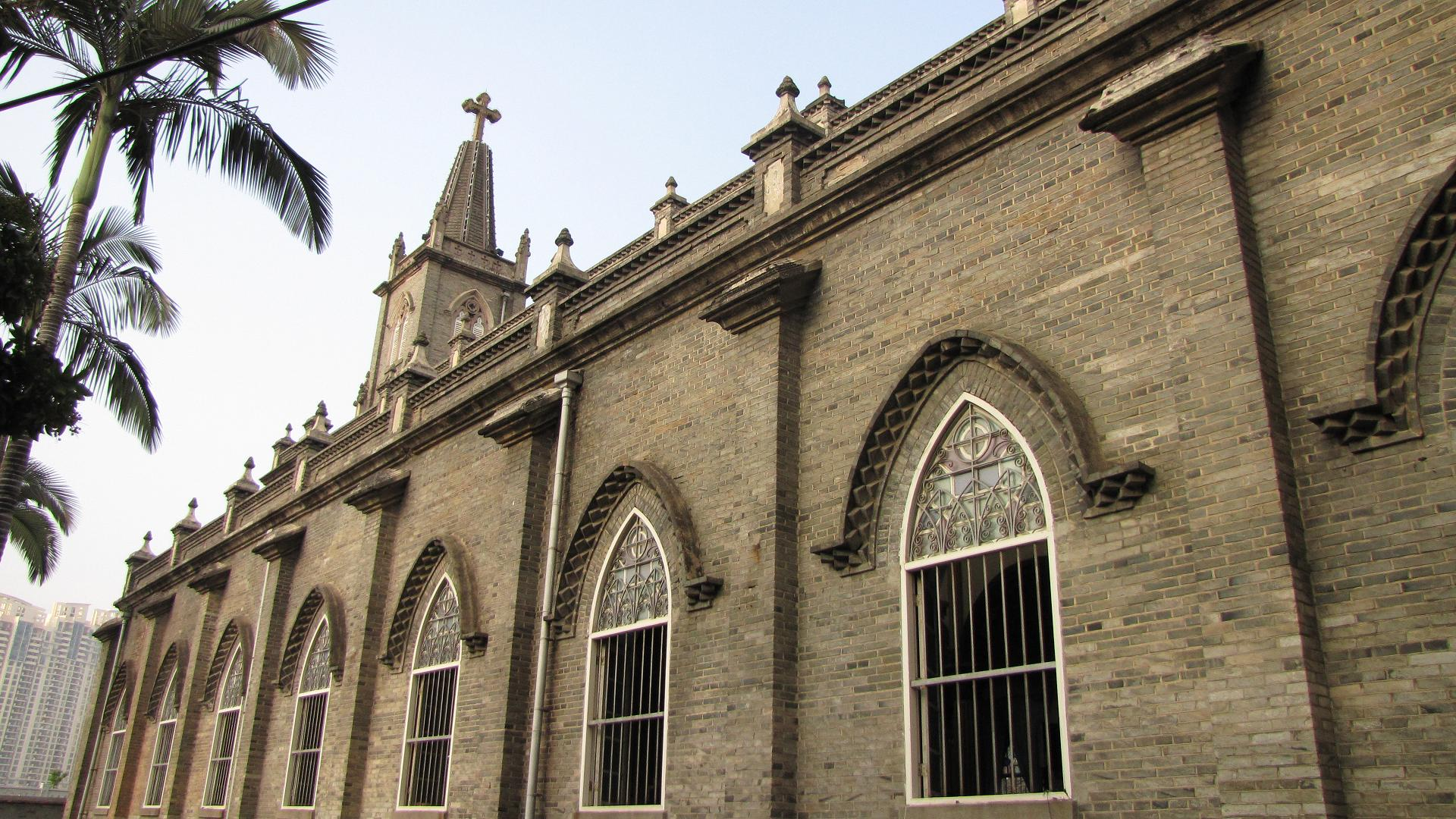
汎船浦サント・ドミンゴ大聖堂

  - 倉前街道、東升街道、対湖街道、臨江街道、三叉街街道、上渡街道、下渡街道、金山街道
- 鎮
  - 倉山鎮、城門鎮、蓋山鎮、建新鎮、螺洲鎮

## 交通

### 鉄道
- 福州南駅
- 福州地下鉄
  - 1号線
  - 2号線
  - 4号線
  - 5号線
  - 6号線

### 道路
- 高速道路
  -  福州南連絡線高速道路（中国語版）

## 出身者
- 厳復 - 思想家・翻訳家。
- 陳宝琛 - 官僚・詩人・歴史家。